# Automatic Loveletter
Automatic Loveletter é uma banda de rock americana. A banda foi formada em Tampa, Florida, em 2007, liderado pela vocalista e guitarrista Juliet Simms, com baterista Ryan Metcalf, guitarrista Tommy Simms e baixista Clint Flower.

## História
A banda foi primeiro chamada de Stars and Scars mas mudou seus nome pelo tempo que eles vinham tocando juntos no Bamboozle e Bamboozle Left em 2008 e tocaram em 2008 na Vans Warped Tour.
Juliet fez participações em muitas músicas de bandas conhecidas. A voz dela pode ser ouvida em gravações:
- LoveHateHero - "Theatre of Robots"
- Secondhand Serenade - "Her me now"
- Secondhand Serenade - "Fix you"
- All Time Low - "Remembering Sunday"
- Cartel - "Lose It".[2]

Recentemente a Epic Records acabou o contrato com Automatic Loveletter. Em 7 de Julho de 2009 na sintuação atual eles assinaram com a RCA (data desconhecida) e tem metade do seu álbum completo.
A banda é listada na nova turnê de 2010 da Vans Warped Tour.

## Discografia
- Recover EP - 2007
- Recover EP (Hot Topic Exclusive) - 2008
- Automatic Loveletter EP - 2009
- The Kids Will Take Their Monsters On - 2011
- Truth or Dare - 2010

## Integrantes
- Juliet Simms - vocal, guitarra, arranjos
- Tommy Simms - guitarra, backing vocal, arranjos acústico
- Clint Flower - baixo
- Ryan Metcalf-bateria, percussão